# Dorba
Dorba est un village de la Région du Nord du Cameroun. Il est situé dans l'arrondissement de Beka (Cameroun) dans le département du Faro (département). 